# Veillée de l'Yser

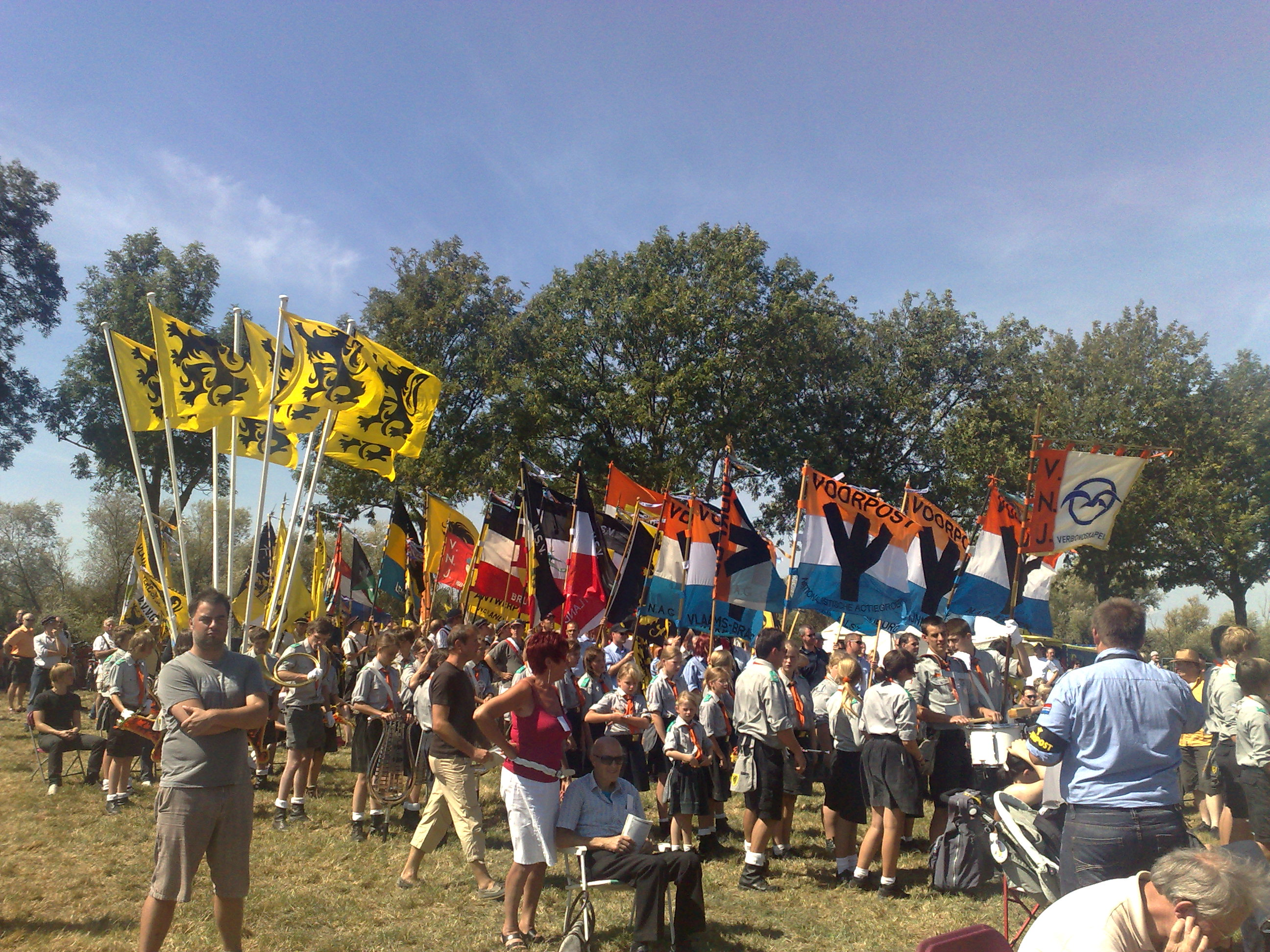
"Parade des drapeaux" lors de l'édition 2009

La Veillée de l'Yser (néerlandais : IJzerwake) est une manifestation nationaliste pro-flamande provenant d'une dissidence d'un groupement radical-flamingant du pèlerinage de l'Yser.

## Contexte
Sous la présidence de Paul Daels, mais aussi et surtout de celle de Lionel Vandenberghe, le mécontentement de l'aile radicale du mouvement flamand s'est amplifié. Le message d'origine du pèlerinage : Plus jamais la guerre, autonomie et trêve de Dieu; s'est transformé en : Paix, liberté et tolérance. Les radicaux trouvèrent que les thèmes nationalistes flamands étaient ainsi placés à l'arrière-plan. La "tolérance" fut fortement critiquée par des cercles proches du Vlaams Blok.
Divers groupes de protestation se formèrent et entre autres le Werkgroep Radicalisering IJzerbedevaart (français : Groupe de travail sur la radicalisation du pèlerinage de l'Yser) et le IJzerbedevaardersforum (français : Forum du pèlerinage de l'Yser). Ces groupements n'eurent que peu d'influence sur le comité du pèlerinage de l'Yser.
Les relations entre le comité et les radicaux se sont encore détériorées avec la création du festival culturel "Ten Vrede" qui se tint en 2003 sur la dodenweide (français : pelouse des morts) de Dixmude, sous la tour de l'Yser, ce qui fut perçu par les radicaux comme une grave profanation. Des radicaux proposèrent alors l'organisation d'un pèlerinage alternatif. Lorsque le président du comité, Lionel Vandenberghe, fit connaitre sa couleur politique en s'affiliant au parti flamand libéral de gauche Spirit, alors en cartel avec le SP.A, la rupture fut consommée.
Actuellement, la veillée est organisée un jour différent du pèlerinage et beaucoup de temps est réservé aux groupements de minorités en Europe ayant des difficultés semblables à obtenir une très large autonomie; ils reçoivent des témoignages de soutien de Catalogne, Écosse et Afrique du Sud notamment.
La veillée de l'Yser est associée à l'extrême-droite et à l'indépendantisme flamand, même s'il n'y a pas d'affiliation officielle. Schild & Vrienden y est présent, le grand remplacement est présenté par l'organisateur. Des membres sont proches de Bloed-Bodem-Eer en Trouw. La veillée appelle à l'union du Vlaams Belang et de la N-VA pour la mise en place d'une République des Flandres. La fusion de la Flandre avec les Pays-Bas est également mise en avant. En 2022, un festival de musique devant avoir lieu la veille a dû être annulé par l'Organe de coordination pour l'analyse de la menace qui y a constaté la présence de groupe néo-nazis.

## Pèlerinage alternatif
Il a été décidé que le pèlerinage alternatif se tiendrait pour la première fois le 24 août 2003 à Steenstrate, au monument des frères Van Raemdonck. L'organisation se retrouva dans les mains de l'IJzerwake ASBL, une association qui, au moins dans les premières années, était liée au Vlaams Belang (son trésorier Luk Dieudonné), le logisticien (Luk Vermeulen) et le webmaster (Hans Verreyt) furent un temps employés par le Vlaams Belang).
Le conseiller communal anversois Luk Lemmens (NVA) a rejoint le comité de la Veillé en 2003.
L'appui du mouvement flamand prit de l'ampleur lors de l'édition 2005. Cette année-là, le discours fut prononcé par Hugo Portier (nl), ancien président de l'Algemeen Nederlands Zangverbond.
En 2006, c'est l'ancien vice-président de la N-VA, Eric Defoort qui fit le discours sur le sujet de la trêve de Dieu. Cette année-là, elle accueillit pour la première fois plus de visiteurs que le pèlerinage.
Lors de l'édition 2008, il y eut 5200 participants à la veillée et seulement 2000 au pèlerinage.
L'édition 2009 accueillit près de 6000 visiteurs et le discours fut tenu par Frans Crols (nl), directeur de l'hebdomadaire économique Trends. La présidence passa à Wim Dewit (N-VA).
En 2010, le discours fut tenu par le professeur Matthias Storme (N-VA). En 2011, Johan Sanctorum (nl) a tenu le discours sur la nécessité d'une unité du mouvement flamand.
La veillée de l'Yser a lieu chaque année le dernier dimanche d'août.

## Thématique
- 1re Veillée de l'Yser 1995 - dimanche 27 août - Fidélité au testament de l'Yser (organisé seulement par les VNJ) (néerlandais : Trouw aan het IJzertestament)
- 2e Veillée de l'Yser 2003 - dimanche 27 août - Veillée de l'Yser (néerlandais : Ijzerwake)
- 3e Veillée de l'Yser 2004 - dimanche 22 août - La Flandre en Europe, libre et indépendante (néerlandais : Vlaanderen in Europa, vrij en onafhankelijk!)
- 4e Veillée de l'Yser 2005 - dimanche 21 août - La Flandre indépendante (néerlandais : Vlaanderen onafhankelijk!)
- 5e Veillée de l'Yser 2006 - dimanche 20 août - La trêve de Dieu, levier vers l'indépendance (néerlandais : Godsvrede hefboom naar onafhankelijkheid)
- 6e Veillée de l'Yser 2007 - dimanche 19 août -  Flandre : ne laissons pas tomber la périphérie (néerlandais : Vlaanderen: laat de rand niet los !)
- 7e Veillée de l'Yser 2008 - dimanche 24 août - Maintenant: Osez avec la Flandre (néerlandais : Nu: Durven met Vlaanderen!)
- 8e Veillée de l'Yser 2009 - dimanche 23 août - Prospérité et bien-être par l'indépendance (néerlandais : Welvaart en welzijn door onafhankelijkheid)
- 9e Veillée de l'Yser 2010 - dimanche 22 août - Une Flandre libre dans Notre Europe (néerlandais : Vrij Vlaanderen in Ons Europa)
- 10e Veillée de l'Yser 2011 - dimanche 21 août - État de Flandre (néerlandais : Vlaanderen Staat)
- 11e Veillée de l'Yser 2012 - dimanche 26 août - Encore et encore (néerlandais : Omver en erover)
- 12e Veillée de l'Yser 2013 - dimanche 25 août - Oui! Flandre, Écosse, Catalogne (néerlandais : JA! Vlaanderen, Schotland, Catalonië)

## Sources
1. ↑  Tom Guillaume, « Comment la veillée de l'Yser est devenue un repaire de l'extrême droite », sur La Libre Belgique, 17 août 2022.
2. ↑  Belga, « "L'argent flamand pour les Flamands", thème de l'édition numérique de l'IJzerwake », sur dhnet.be, 30 août 2020.
3. ↑  Joyce Azar, « En images : plus d’un millier de personnes participent à la Veillée de l'Yser, "pour une république flamande" », sur vrt.be, 28 août 2022.

- (nl) Cet article est partiellement ou en totalité issu de l’article de Wikipédia en néerlandais intitulé « IJzerwake » (voir la liste des auteurs).